# 奥尔德尼科
奥尔德尼科（義大利語：Oldenico），是意大利韦尔切利省的一个市镇。总面积6平方公里，人口259人，人口密度43.2人/平方公里（2009年）。ISTAT代码为002089。